# Phoenix street circuit
Velká cena Spojených států vypsaná pro vozy formule 1 se v letech 1989, 1990 a 1991 uskutečnila v ulicích arizonského města Phoenix. Během tří let, kdy byla součástí kalendáře, vedla trasa závodu okolo Phoenix Civic Plaza a v té době rozestavěného baseballového stadionu America West Arena. Vedeni FIA se ale rozhodlo po třech letech opustit Arizonu pro nezájem veřejnosti, což se výrazně promítlo do celkového rozpočtu Grand Prix USA.

## 1989
Městský okruh ve Phoenixu si svou premiéru ve formuli 1 prožil 4. června 1989. Pole position vybojoval Ayrton Senna s vozem McLaren Honda, ale díky tropickému počasí, které na okruhu panovalo, elektronika Senova vozu nefungovala zcela bez chyb. Vítězem se stal nakonec Sennův týmový kolega Alain Prost před Riccardo Patresem a domácím Eddie Cheeverem. O náročnosti klimatických podmínek hovoří i skutečnost, že závod dokončilo pouhých šest vozů z 26 startujících.

## 1990
Aby se zabránilo nepříznivým klimatickým podmínkám během závodu, byla Velká cena formule 1 ve Phoenixu přesunuta z původního červnového data na začátek sezony 11. března. Souboj Ayrtona Senny a Jeana Alesiho jedoucího na voze Tyrrell byl ozdobou zahajovacího závodu nové sezony. Již samotná kvalifikace byla oživena druhým místem Pierluigi Martiniho na Minardi, který ztratil pouhou desetinu na vítěze kvalifikace Bergera na McLarenu. V samotném závodě zvítězil Ayrton Senna před Jeanem Alesim a Thierry Boutsenem.

## 1991
V roce 1991 zvítězil Ayrton Senna, tentokrát bez vážnějších problémů stylem start–cíl. Znovu se potvrdil fakt, že trať ve Phoenixu svědčí vozům Tyrrell, které dokázaly dojet na bodech.

## Statistika
| No. | Rok  | Jezdec       | Konstruktér | Motor | Pneu | Čas           | Délka kola | Počet kol | Rychlost     | Datum      |
| --- | ---- | ------------ | ----------- | ----- | ---- | ------------- | ---------- | --------- | ------------ | ---------- |
| 1   | 1989 | Alain Prost  | McLaren     | Honda | G    | 2:01:23,133 h | 3,800 km   | 75        | 140,873 km/h | 4. červen  |
| 2   | 1990 | Ayrton Senna | McLaren     | Honda | G    | 1:52:32,829 h | 3,800 km   | 72        | 145,858 km/h | 11. březen |
| 3   | 1991 | Ayrton Senna | McLaren     | Honda | G    | 2:00:47,828 h | 3,721 km   | 81        | 149,706 km/h | 10. březen |

## Verze okruhu

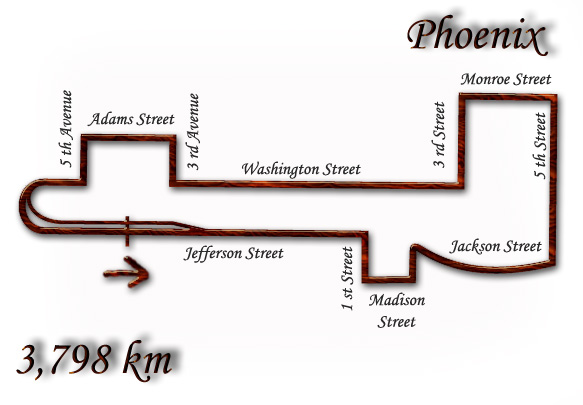
Trať od roku 1989
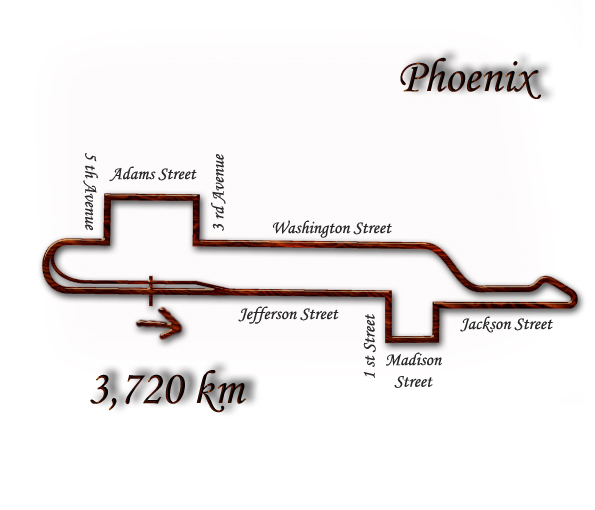
Trať v roce 1991